# Großsporiger Erlen-Milchling
Der Großsporige Erlen-Milchling (Lactarius cyathuliformis) ist eine Pilzart aus der Familie der Täublingsverwandten (Russulaceae). Er ist ein kleiner Milchling mit einem mehr oder weniger glatten, stumpf bräunlichen Hut, der in der Mitte ein dunkleres, mehr oder weniger olivfarbenes Auge hat. Von dem sehr ähnlichen Olivbraunen Erlen-Milchling unterscheidet er sich durch die deutlich größeren Sporen. Der Milchling ist mit Erlen vergesellschaftet, seine Fruchtkörper erscheinen von Juli bis Oktober.

## Merkmale

### Makroskopische Merkmale
Der Hut ist 1,2–4,5 cm breit, zuerst ausgebreitet und mit eingebogenem Rand, im Alter zunehmend trichterförmig vertieft, doch mit einer mehr oder weniger deutlichen, bleibenden, stumpfen Papille. Die Oberfläche ist glatt, trocken oder wirkt leicht fettig, manchmal ist sie leicht gefeldert-radial-rissig. Die Hutfarbe ist sehr variabel, sie kann honig-, isabell-, zimtfarben oder gelblich- bis orangebraun sein. Vor allem junge Fruchtkörper haben in der Mitte ein dunkler gefärbtes, olivgraues, -braunes oder bräunliches 'Auge'. Der Hutrand ist im Alter zunehmend durchscheinend gerieft und oft wellig verbogen. Er kann manchmal ocker ausblassen und ist im Alter mehr oder weniger hygrophan.
Die Lamellen sind breit am Stiel angewachsen oder laufen leicht daran herab. Sie stehen ziemlich gedrängt bis entfernt, sind ziemlich breit und oft gegabelt. Die Lamellen sind anfangs creme-, dann honigfarben, später rosa-ocker bis isabellfarben gefärbt, das Sporenpulver ist weißlich.
Der mehr oder weniger zylindrische, im Verhältnis zum Hut oft kurz wirkende Stiel ist 2–5 cm lang und 0,3–0,5 cm breit. Er ist glatt und trocken, isabellfarben, zimtfarben, gelblich-braun oder orange-braun, am blassesten ist er an der Stielspitze bei jungen Fruchtkörpern.
Das Fleisch ist dünn und brüchig, dunkel rosa-ockergelb oder wie die Oberfläche gefärbt. Der Geschmack ist mild, der Geruch schwach oder etwas fruchtig. Die weiße bis wässrig weiße, mild schmeckende Milch ist meist spärlich und gilbt auf einem Taschentuch, wenn auch nur schwach.

### Mikroskopische Merkmale
Die fast runden bis elliptischen Sporen sind durchschnittlich 8,3–9,9 µm lang und 7,0–7,7 µm breit. Der Q-Wert (Quotient aus Sporenlänge und -breite) ist 1,0–1,4. Das Sporenornament ist 0,8–1,5 µm hoch und besteht aus mehr oder weniger länglichen Warzen und Graten, die reihig angeordnet oder durch feinere Linien verbunden sind und ein unvollständiges, mehr oder weniger verworrenes Netz bilden. Geschlossenen Maschen kommen zerstreut bis zahlreich, isoliert stehende Warzen zerstreut bis häufig vor. Der Hilarfleck ist meist inamyloid.
Die zylindrischen bis leicht keuligen und 1–4-sporigen Basidien sind 35–50 (55) µm lang und 9–12 (13) µm breit. Pleuromakrozystiden kommen verstreut bis selten vor. Sie messen 45–110 × (5) 6,5–12 µm und sind mehr oder weniger zylindrisch bis schmal spindelförmig und oben spitz. Die Lamellenschneide ist mehr oder weniger steril und mit zerstreut bis zahlreichen Cheilomakrozystiden besetzt. Diese sind 25–50 (60) µm lang und 5,5–10 (11) µm breit, konisch bis spindelförmig und oben spitz und oft schnabelförmig ausgezogen.
Die 45–120 µm dicke Huthaut (Pileipellis) bewegt sich anatomisch gesehen zwischen einem normalen Epithelium und einem Hymenoepithelium und besteht aus mehr oder weniger isodiametrischen Zellen, die bis zu 20 (25) µm breit werden. Die Hyphenenden sind oft deutlich schmaler.

## Artabgrenzung
Der Großsporige Erlen-Milchling kann vom Olivbraunen Erlen-Milchling (Lactarius obscuratus) vor allem durch die deutlich größeren Sporen unterschieden werden. Makroskopisch ist der Großsporige Erlen-Milchling tendenziell etwas größer und stumpfer gefärbt als der Olivbraune. Seine olivfarbenen Töne sind am deutlichsten in der Hutmitte sichtbar.

## Ökologie
Der Großsporige Erlen-Milchling gehört zu den wenigen Milchlingsarten, die mit Erlen vergesellschaftet sind. Man findet den seltenen Milchling daher in Erlenbrüchen, oft zwischen Torfmoosen. Die Fruchtkörper erscheinen von Juli bis Oktober an feuchten bis mittelfeuchten Stellen.

## Verbreitung

Verbreitung des Großsporigen Erlen-Milchlings in Europa.
Legende:
grün = Länder mit Fundmeldungen
weiß = Länder ohne Nachweise
hellgrau = keine Daten
dunkelgrau = außereuropäische Länder.

Die genaue Verbreitung ist unbekannt, da der Milchling oft nicht von nahestehenden Arten unterschieden wird. In Skandinavien und Dänemark scheint er recht häufig zu sein. In West- und Mitteleuropa ist die Art vermutlich weiter verbreitet, wird aber wohl oft nicht vom sehr ähnlichen Olivbraunen Erlen-Milchling unterschieden.

## Systematik
1978 trennte Bon die Art vom Olivbraunen Erlen-Milchling (Lactarius obscuratus) ab und beschrieb ihn als eigenständige Art, die heute von den meisten Mykologen akzeptiert wird.

### Infragenerische Systematik
Bon und Basso stellen den Milchling in die Sektion Rhysocybella, die innerhalb der gleichnamigen Untergattung steht. Bei den Vertretern der Sektion handelt es sich um kleine, braunhütige, mehr oder weniger hygrophane Milchlinge mit einem meist deutlich gerieften Hutrand. Die Milchlinge schmecken mehr oder weniger mild und haben keinen auffallenden Geruch, auch die spärliche, wässrig weiße Milch schmeckt mild und kann mitunter langsam und leicht gilben. Die Milchlinge wachsen an überwiegend feuchten Standorten und sind meist mit Erlen vergesellschaftet. Heilmann-Clausen stellt den Milchling in die Sektion Tabidi, die bei ihm in der Untergattung Russularia.

## Bedeutung
Der Milchling ist kein Speisepilz.